# Dhangadhi
Dhangadhi (népalais : धनगढी) est une ville du Népal située dans la zone de Seti et chef-lieu du district de Kailali. Au recensement de 2011, la ville comptait 101 970 habitants.